# 列奧尼夫卡 (日托米爾區)
50°5′16″N 28°50′53″E / 50.08778°N 28.84806°E
列奧尼夫卡（烏克蘭語：Леонівка），是烏克蘭北部的村莊，隸屬日托米爾州的日托米爾區。該村始建於1926年，面積0.75平方公里，海拔高度226米，2001年人口130，人口密度每平方公里172.64人。